# Nabiha Akkari
 (février 2023).
Si vous disposez d'ouvrages ou d'articles de référence ou si vous connaissez des sites web de qualité traitant du thème abordé ici, merci de compléter l'article en donnant les références utiles à sa vérifiabilité et en les liant à la section « Notes et références ».
Nabiha Akkari, est une actrice, chanteuse et scénariste française.

## Biographie

### Carrière d'actrice
Au cinéma, on a pu la voir dans des comédies, aux côtés de Géraldine Nakache dans Nous York ou encore Lambert Wilson et Franck Dubosc dans Barbecue. En 2010, elle décroche un premier rôle en Italie dans le film Une bien belle journée.

### Vie privée
Elle vit avec le vidéaste et comédien Baptiste Lorber. Le 8 mars 2020, elle accouche de leur premier enfant.

## Filmographie

### Cinéma

#### Longs métrages
- 2010 : Une bien belle journée (Che bella giornata) de Gennaro Nunziante : Farah
- 2011 : Lezioni di cioccolato 2 d'Alessio Maria Federici : Nawal
- 2012 : Nous York - Géraldine Nakache et Hervé Mimran : Amel
- 2013 : Mohamed Dubois d'Ernesto Oña : une fille boîte
- 2014 : Barbecue d'Eric Lavaine : Nora, voisine de Jean-Michel
- 2016 : La Folle Histoire de Max et Léon de Jonathan Barré : Dominique
- 2016 : Primaire d'Hélène Angel
- 2016 : Non c'e piu religione de Luca Miniero
- 2016 : Taranta on the road de Salvatore Alloca : Amira
- 2016 : Happy End de Michael Haneke
- 2018 : Amanda de Michaël Hers

#### Courts métrages
- 2013 : Lise de Denis Larzillière
- 2013 : Le voyage immobile de Sylvain Guitz
- 2013 : L'île à midi de Philippe Prouff - Felisa
- 2013 : Date de Denis Larzilulière
- 2013 : 7e ciel de Guillaume Foirest
- 2016 : Tunisie 2045 de Ted Hardy-Carnac
- 2018 : Mallard de Ludovik - Lieutenant Arissa
- 2019 : Le tueur de film - Cheerleader

### Télévision
- 2009 : Nos années pension de Stéphane Kopecky et Luccio Di Rosa - Épisode 2 saison 4 : une élève du lycée
- 2009 : Un monde meilleur de Stéphane Kopecky
- 2013-2014 : Palmashow de Jonathan Barré et Mathieu Jouffre
- 2014 : Candice Renoir - épisode #2.10 : Qui ne dit mot consent de Olivier Barma : Leila / Amira Bedani
- 2014 : Zarma de Francis Duquet
- 2014 : Boulevard du palais de Christian Bonnet
- 2014 : Ma pire angoisse - épisode #1.4 : Les Casseurs Flowters  de Vladimir Rodionov : Nora
- 2015 : Ma pire angoisse - épisode #1.29 : L'alcool de  Laurence Descorps, Romain Lancry : Nora
- 2015 : Meurtres à l'île d'Yeu de François Guérin : Brigadier Samia Cheref
- 2015 : Chérif - épisode Chantages de Julien Zidi : Naïma Belhadj
- 2016 : Nina de Eric Le Roux - épisode 1 saison 2 "Le lendemain de la veille" : Andrea
- 2017 : Alphonse Président de Nicolas Castro : Amandine Barzati / Églantine
- 2018 : Le Bureau des légendes - saison 4 - Safia / Noor Benazer : Analyste Égypte
- 2018 : ZeroZeroZero de Stefano Sollima
- 2018 : Messiah de Michael Petroni
- 2021 : Braqueurs de Hamid Hlioua et Julien Leclercq : Sofia

## Théâtre
- 2010 : 4 à 4 - Marjorie Nakache (Théâtre de Stains - Festival d'Avignon 2011)
- 2006 : The Threepenny Opera de François Bourcier (de Kurt Weil - Studio Théâtre de Charenton)

## Distinctions

### Récompenses
- Nikon Film Festival 2016 : Prix de la Mise en scène
- Festival 48H Film Project 2013 : Prix de la meilleure actrice

### Nominations
- 2013 : Festival international du court métrage de Clermont-Ferrand Le voyage immobile de Sylvain Guitz